# Mycalesis makomensis
Mycalesis makomensis är en fjärilsart som beskrevs av Embrik Strand. Mycalesis makomensis ingår i släktet Mycalesis och familjen praktfjärilar. Inga underarter finns listade i Catalogue of Life.